# Ilja Michalec
Ilja Michalec (* 22. března 1952 Česká Lípa) je český hudební skladatel, multiinstrumentalista (klavírista, hráč na klávesové nástroje, kytaru, basovou kytaru, bicí nástroje, housle, akordeon, flétnu, trubku) a DJ produkující elektroswing. Natočil celkem 12 alb, z nichž dvě jsou sólová. Hrál v různých hudebních uskupeních zahrnujících pop, rock, elektronickou hudbu, jazz i dechovku.

## Život
Ilja Michalec se narodil 22. března 1952 v České Lípě. Jeho matka působila až do svých 70 let jako sbormistryně smíšeného sboru v Chocni. V dětství absolvoval ZUŠ také několikrát se zúčastnil hudebních a pěveckých soutěží, kde se vždy pohyboval na předních místech. Již ve svých sedmi letech veřejně vystoupil na Městských oslavách v Chocni v roce 1960 s vlastní orchestrální skladbou (databáze Československého rozhlasu) .[zdroj?]
V době studií na střední zemědělské a škole v Lanškrouně se poprvé dostal do hudebních skupin, kde hrál na piano a elektrickou kytaru a kromě hraní na hudební nástroje také zpíval. V roce 1998 byla jeho skladba Soumrak otextovaná Miroslavem Krátkým a vyhrála v Českém rozhlase 1 Radiožurnál soutěž Hledáme hvězdy 1998 uváděnou Hanou Kousalovou. Skladba byla zařazena na CD Rádio hity IFPI v dubnu 1998.
V roce 1999 vydal své první sólové album Nad oblaky inspirované Janem Hammerem a jeho albem Beyond The Mind's Eye. V pořadu Svět v síti (Český rozhlas) byly jeho skladby použity jako hudební předěly. Další své sólové album Easy Company vydal v roce 2008.
Během dalších let vydal do roku 2025 s různými interprety 12 alb. Složil okolo 300 skladeb, z nichž 166 skladeb je chráněno OSA. Skladby jsou vysílány převážně v Českém rozhlase například v pořadu Noční proud uváděném Iljou Kučerou ml..
V roce 2011 se podílel se Zuzanou Zedníčkovou na hudební produkci TV NOE v pořadu U Pastýře, který moderoval Zbigniew Czendlik s Martinem Komárkem. Od roku 2011 je také majitelem hudebního vydavatelství NEW MUSIC production agency. Je zakladatelem a dramaturgem mezinárodního jazzového festivalu Jazz A Little Otherwise v Lanškrouně. Za svůj dlouhodobý přínos v oblasti kultury a zviditelnění města Lanškroun prostřednictvím pořádání tohoto mezinárodního hudebního festivalu byl v roce 2015 oceněn pamětní medailí.

## Alba

### Sólová alba
- Nad oblaky (1999)
- Easy Company (2008) vydavatel POPRON MUSIC - 54955-2

### s One Brain
- Anomaly (2000)
- Kompromisy (2003)
- Prázdná místa (2005)
- Čáry (2008)
- The Best Of (2011)
- Piece Of Love (2014)
- Proti peřejím (2020)
- Víc než máme (2025)

### s Next Level
- Hm..... (2010)
- Complicated (2017)